# اسلام‌آباد (قزوین)
اسلام‌آباد روستایی در دهستان ایلات قاقازان غربی بخش کوهین شهرستان قزوین استان قزوین ایران است.

## جمعیت
بر پایه سرشماری عمومی نفوس و مسکن در سال ۱۳۹۵ جمعیت این مکان ۲۷ نفر (۱۱ خانوار) بوده‌است.